# Tom Walker (baseball)
Pour les articles homonymes, voir Thomas Walker.
Robert Thomas Walker (né le 7 novembre 1948 à Tampa en Floride et mort le 23 octobre 2023 à Gibsonia (Pennsylvanie)) est un lanceur droitier américain de baseball ayant joué dans les Ligues majeures de 1972 à 1977.

## Carrière
(octobre 2023).
Le contenu est difficilement compréhensible vu les erreurs de traduction, qui sont peut-être dues à l'utilisation d'un logiciel de traduction automatique.
Tom Walker est un choix de première ronde des Orioles de Baltimore en janvier 1968. Il amorce sa carrière professionnelle en ligues mineures dans l'organisation des Orioles avant de passer aux Expos de Montréal via le repêchage de règle 5 le 29 novembre 1971.
Walker fait ses débuts dans le baseball majeur avec Montréal le 23 avril 1972. Il connaît une bonne saison recrue comme lanceur de relève avec une moyenne de points mérités de 2,89 en 74 manches et deux tiers lancées. Il remporte deux victoires contre deux défaites. 
Après la saison 1972, Walker joue au baseball d'hiver à Porto Rico. Le 31 décembre de la même année, Walker aide son coéquipier dans les ligues d'hiver, Roberto Clemente, à charger ses effets personnels à bord d'un avion qui doit quitter pour le Nicaragua. Clemente insiste pour que Walker ne l'accompagne pas et passe plutôt le Nouvel An à New York. Peu après le décollage, l'avion s'écrase, et Clemente périt.
En 1973, il gagne 7 matchs contre 5 défaites avec 4 sauvetages et une moyenne de 3,63 en 91 manches et deux tiers. À sa dernière année chez les Expos en 1974, Walker totalise également 91,2 manches au monticule. Sa moyenne s'élève à 3,83 avec 4 gains, 5 revers et son plus grand nombre de retraits sur des prises (70) en une année. Cette saison-là, les Expos l'emploient à huit reprises comme lanceur partant dans les deux derniers mois de la saison et il réussit un match complet contre les Cubs de Chicago. Le 4 décembre 1974, Montréal échange Walker et le receveur Terry Humphrey aux Tigers de Détroit contre le lanceur gaucher Woodie Fryman.
Pour la dernière fois de sa carrière, Walker est employé comme lanceur partant à Detroit, mais pour seulement 9 de ses 36 parties de la saison 1975. Il réussit d'ailleurs un autre match complet. Il termine l'année avec une moyenne de points mérités de 4,45 en 115 manches et un tiers lancées et une fiche victoires-défaites de 3-8.
Il apparaît sporadiquement dans les majeures au cours des deux années suivantes. Son contrat est racheté par les Cardinals de Saint-Louis, avec qui il s'aligne en 1976. Devenu agent libre, il est rapatrié à Montréal en 1977 mais ne lance que 11 parties comme releveur avant d'être cédé au ballottage et réclamé par les Angels de la Californie, pour qui il joue son tout dernier match.
Tom Walker a disputé 191 parties dans le baseball majeur, dont 174 comme lanceur de relève. Sa moyenne de points mérités en carrière s'élève à 3,87 en 414 manches lancées avec 18 victoires, 23 défaites, 11 sauvetages, deux matchs complets et 262 retraits sur des prises.

## Famille
Tom Walker est le père du joueur de baseball Neil Walker et le beau-frère de Chip Lang.